# 阿莱镇
阿莱镇（意大利语：Borgo d'Ale），是意大利北部皮埃蒙特大区韦尔切利省的一个市镇。人口2644(2010年12月31日)。